# Le Coucher à l'italienne
Jeune Femme allant au lit (en néerlandais : Jonge vrouw, die naar bed gaat), plus connue sous son titre français Le Coucher à l'italienne, est un tableau du peintre hollandais Jacob van Loo réalisé au XVIIe siècle. Le tableau est conservé au musée des Beaux-Arts de Lyon.

## Description
L'œuvre se situe dans une chambre et représente une femme sur le point de se mettre au lit. Elle ne porte aucun vêtement autre qu'un bonnet blanc qui recouvre ses cheveux, et la luminosité se concentre justement sur son corps blanc totalement nu. La femme est représentée de dos, tournant le dos et les fesses galbées vers le spectateur, ce qui confère à l'œuvre une atmosphère très érotique,.
Elle pose sa main gauche sur le bout d'un tissu recouvrant une table de chevet et appuie son genou gauche contre une chaise pour mieux passer entre les draps. La main droite tient le drap du lit. En bas à droite, sur un tapis, on peut voir ses chaussures et une robe sombre. Les couvre-lits sont rouge foncé, tout comme les rideaux à baldaquin encadrant la scène.
La femme se retourne et regarde le spectateur, mais ne semble pas du tout gênée, bien au contraire : son regard est invitant et séduisant, comme si elle invitait le spectateur à entrer dans le lit et à la rejoindre,. Selon Donald Posner, la femme représentée peut être identifiée comme une prostituée, étant donné qu'il y a un collier de perles sur la table de nuit près du lit.

## Sources d'inspiration

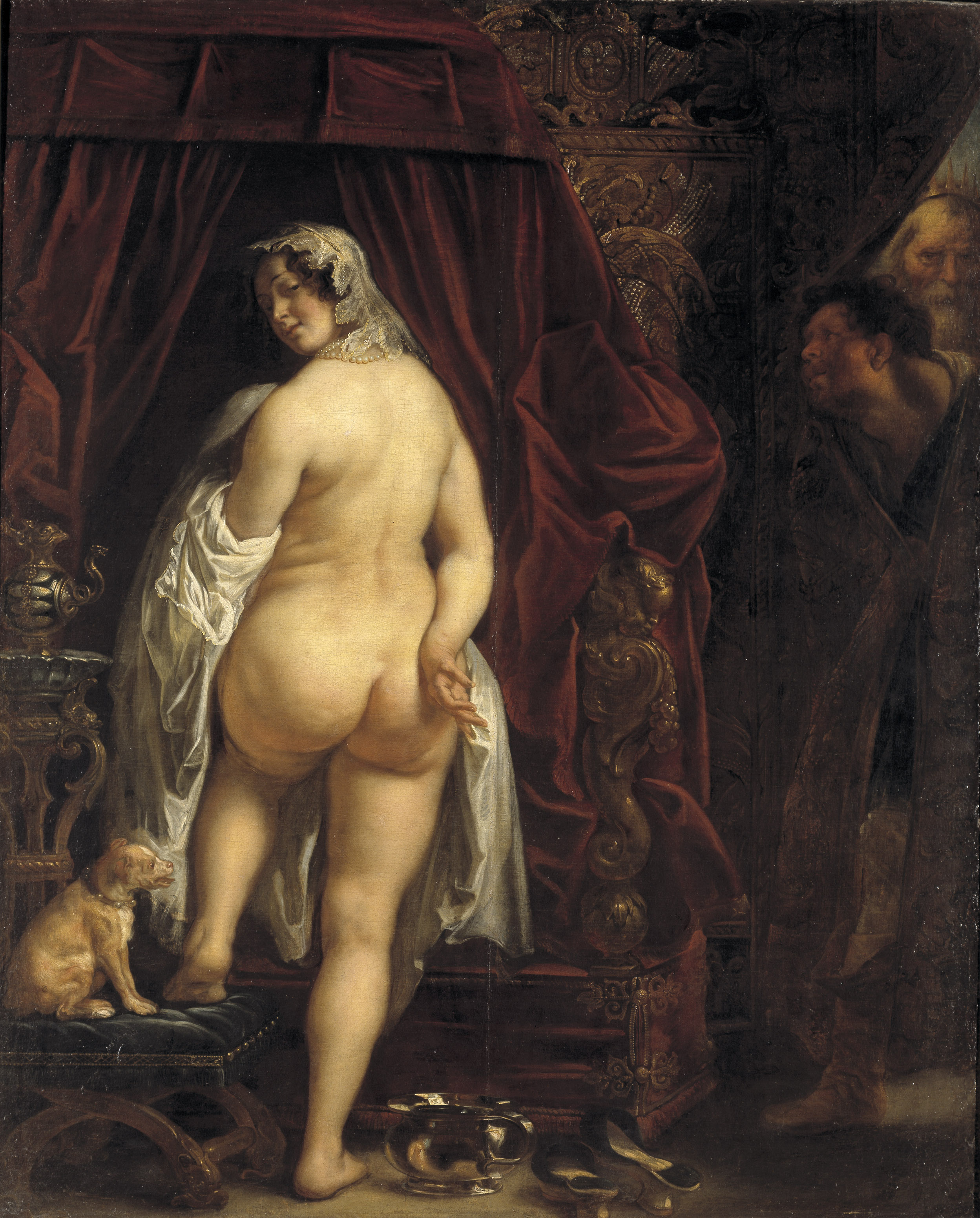
Jacob Jordaens, Le roi Candaule montrant sa femme à Gygès, 1646

L'œuvre est très probablement inspirée d'un tableau du peintre flamand Jacob Jordaens que Jacob van Loo a pu voir à La Haye : l'œuvre en question s'intitule Le roi Candaule montre sa femme à Gygès et fait référence à l'histoire de Gygès et Candaule du premier livre des Histoires d'Hérodote. En effet, les deux tableaux représentent des femmes nues s'apprêtant à aller au lit et qui se retournent, comme si elles s'apercevaient qu'elles étaient espionnées. L'épouse de Candaule dans le tableau de Jordaens porte un bonnet blanc, comme la femme du tableau de van Loo, elle porte autour du cou un collier de perles qui rappelle celui sur la table de chevet de la Jeune Femme se couchant. Même les rideaux à baldaquin des deux tableaux sont de la même couleur vermillon.
Dans le tableau représentant la reine de Lydie, Gygès et Candaule apparaissent également, l'espionnant, tels des voyeurs. Dans le tableau de van Loo aucun autre personnage n'apparaît que la jeune femme : ici, le voyeur est le spectateur lui-même.

## Influence
Le peintre hollandais du XVIIe siècle Arnold Houbraken a peint un tableau inspiré du Coucher à l'italienne qui a pour protagoniste l'épouse de Candaule, le même sujet que le tableau de Jordaens sur lequel van Loo s'était basé.
L'œuvre a peut-être influencé La Baigneuse Valpinçon, l'un des premiers chefs-d'œuvre d'Ingres : ce tableau, l'un des premiers nus féminins de l'artiste néoclassique, représente une femme nue vue de dos et les cheveux recouverts d'un turban, comme la coiffe du tableau de van Loo. Ingres possédait d'ailleurs une gravure de l'œuvre.